# Мурзаев, Мирлан Абдраимович
Мирла́н Абдраи́мович Мурза́ев (29 марта 1990, Сулюкта, Баткенская область) — киргизский футболист, нападающий клуба «Дордой» и сборной Кыргызстана.

## Клубная карьера
С 2007 по 2010 год защищал цвета клуба «Дордой-Динамо». Зимой 2010 года был арендован московским «Локомотивом». В основном составе железнодорожников закрепиться не сумел, провёл 11 матчей за дубль. С 2011 года выступал в Израиле за клуб «Хапоэль» из Петах-Тиквы, после чего в 2012 году вернулся на родину в «Дордой». С января 2014 года играл в турецком клубе «Денизлиспор».
В июле 2019 года заключил контракт с клубом «Доган Тюрк Бирлиги» из Северного Кипра.

## Карьера в сборной
С 2009 года выступает за сборную Кыргызстана. 23 марта в дебютном матче против сборной Непала (1:1) забил гол.
Участник Кубка Азии 2019 года. Отличился голом в матче 1/8 финала против сборной ОАЭ (2:3).

## Достижения
- Чемпион Кыргызстана (5): 2007, 2008, 2009, 2012, 2014
- Серебряный призёр чемпионата Кыргызстана: 2013
- Обладатель Кубка Кыргызстана (3): 2008, 2012, 2014
- Финалист Кубка Кыргызстана: 2013
- Обладатель Кубка президента АФК: 2007
- Финалист Кубка президента АФК (3): 2008, 2009, 2010
- Медаль «Данк» (24 января 2019)[8]